# 韋斯特菲爾德 (緬因州)
韋斯特菲爾德（英語：Westfield）是一個位於美國緬因州阿魯斯圖克縣的市鎮。

## 人口
根據2020年美國人口普查的數據，韋斯特菲爾德的面積為104.35平方千米，當中陸地面積為104.25平方千米，而水域面積為0.10平方千米。當地共有人口455人，而人口密度為每平方千米4人。